# Can Gosch
Can Gosch és una masia de Tiana (Maresme) inclosa a l'Inventari del Patrimoni Arquitectònic de Catalunya.

## Descripció
És un edifici civil, una antiga masia que conserva poca cosa de la seva estructura original. De planta baixa i pis. Coberta per una teulada de dues vessants. Actualment té un annex lateral que desfigura el conjunt i les obertures original s'han modificat. Conserva, però, el portal dovellat d'arc de mig punt. El mur lateral estava arrebossat i permetia veure l'ús que es fa de la maçoneria. El nou propietari va canviar la façana per una superfície blanca.